# Loi Deixonne
Lire en ligne

Lire sur Légifrance

Code de l'éducation
La loi 51-46 du 11 janvier 1951 (JORF du 13 janvier 1951, page 483) relative à l'enseignement des langues et dialectes locaux, dite loi Deixonne, est la première loi française autorisant l'enseignement des langues régionales de France. 

## Présentation
Élaborée par Maurice Deixonne, la loi autorisa l'enseignement facultatif de certaines langues régionales : le basque, le breton, le catalan et l'occitan. Le corse fut écarté car il était soutenu que c'était un dialecte italien. L'alsacien fut de même non prévu dans ce régime d'autorisation. Le flamand a aussi été exclu pour la même raison, étant considéré un dialecte allogène.
L’article 11 organise des enseignements à Rennes, Bordeaux, Montpellier, Toulouse, Paris et Aix-en-Provence. Afin de dispenser cet enseignement, il fonde l’institut d’études celtiques à Rennes.
Des décrets y ajouteront par la suite :
- le corse (décret 74-33 du 16 janvier 1974),
- le tahitien (décret 81-553 du 12 mai 1981)
- les langues mélanésiennes (décret 92-1162 du 20 octobre 1992) : l'ajië, le drehu, le nengone et le paicî.

Par ailleurs, le décret no 70-650 du 10 juillet 1970 permit de prendre en compte les langues régionales dans l'obtention du baccalauréat.
La loi est aujourd'hui supprimée et intégrée dans différentes parties du code de l'éducation.